# Lampanyctus lepidolychnus
Lampanyctus lepidolychnus és una espècie de peix de la família dels mictòfids i de l'ordre dels mictofiformes.

## Morfologia
- Els mascles poden assolir 11,9 cm de longitud total.[3]

## Reproducció
Assoleix la maduresa sexual quan arriba als 9,3 cm de longitud.

## Hàbitat
És un peix marí i d'aigües profundes que viu entre 312-332 m de fondària.

## Distribució geogràfica
Es troba als oceans Atlàntic, Índic i Pacífic.